# Disphyma clavellatum
Disphyma clavellatum là một loài thực vật có hoa trong họ Phiên hạnh. Loài này được (Haw.) Chinnock mô tả khoa học đầu tiên năm 1976.